# Rignano Flaminio
Rignano Flaminio – miejscowość i gmina we Włoszech, w regionie Lacjum, w prowincji Rzym.
Według danych na rok 2004 gminę zamieszkiwały 6872 osoby, 180,8 os./km².